# Darklands (album)
Darklands è il secondo album del gruppo musicale britannico The Jesus and Mary Chain, pubblicato nel 1987 dalla Warner Bros. Music.

## Il disco
L'album è stato registrato con l'ausilio di una drum machine al posto della batteria, dopo che Bobby Gillespie lasciò il gruppo per continuare la sua carriera con i Primal Scream. Successivamente il gruppo registrerà una cover del pezzo che dà il titolo al disco. L'album segna un cambiamento rispetto al disco di esordio Psychocandy del 1985. Infatti si passa dal noise che contraddistingue Psychocandy ad un più convenzionale alternative rock.

## Tracce
Testi e musiche dei Jesus and Mary Chain.
1. Darklands – 5:29
2. Deep One Perfect Morning – 2:43
3. Happy When It Rains – 3:36
4. Down on Me – 2:36
5. Nine Million Rainy Days – 4:29
6. April Skies – 4:00
7. Fall – 2:28
8. Cherry Came Too – 3:06
9. On the Wall – 5:05
10. About You – 2:31

## Formazione
- Jim Reid - chitarra, voce (tracce 2, 3, 4, 6, 7, 8, 10)
- William Reid - chitarra, voce (tracce 1, 5, 9)

### Produzione
- William Reid - tutte le tracce
- Bill Price - tracce 1, 3, 4, 6, 8, 9
- John Loder - tracce 5, 7, 10